# Turn Me On (Kevin Lyttle)
Turn Me On is een nummer van de Vincentiaanse zanger Kevin Lyttle uit 2003. Het is de eerste single van zijn titelloze debuutalbum.
Het nummer werd een wereldwijde hit. In de Amerikaanse Billboard Hot 100 haalde het de 4e positie. In de Nederlandse Top 40 werd de 3e positie behaald, en in de Vlaamse Ultratop 50 de 5e.